# Les petites hores del Duc de Berry
Les petites hores del Duc de Berry (Les Petites Heures de Jean de Berry, nom original francès) és un llibre d'hores de miniatures il·luminades encarregat per Joan I, duc de Berry, a finals de segle xiv. Actualment es conserva a la Biblioteca Nacional de França amb la referència ms. lat. 18014.
Conté 182 miniatures. Va ser creat per cinc artistes, incloent Jean Le Noir (des de 1372), i també Jacquemart de Hesdin (entre 1385 i 1390). Al voltant de 1410, el duc hi va fer afegir una miniatura feta per un dels Germans de Limburg, on es veia el duc en un pelegrinatge.

## Història
Jean de Berry va encarregar sis llibres d'hores entre 1375 i 1416. El primer, les Petites Hores, conté 182 miniatures. Les obres van començar ca. 1375, però es va interrompre el 1380 i el llibre no es va completar fins al 1385–90.
L'il·luminador Jean Le Noir, alumne de Jean Pucelle, va començar a treballar en les il·luminaciós. En el moment de la seva mort el 1380, només s'havien completat nou miniatures. El 1384 el duc es va comprometre amb Jacquemart de Hesdin. La finalització del llibre el va assumir juntament amb un ajudant conegut com el Mestre de la Trinitat, així com a un altre artista conegut com Pseudo-Jacquemart, que va pintar en alguns dels dibuixos inferiors deixats per Jean le Noir, a més de contribuir amb les seves pròpies composicions. S'han atribuït quatre petites miniatures a aquell a qui Meiss designa com el "cinquè mestre". Una sola pàgina dels germans Limbourg, el duc de Berry partint de viatge, es va afegir al manuscrit al voltant de 1412.